# Pedašša
Das Land Pēdašša oder Pītašša (hethitisch: KUR URUpí-e-da-aš-ša, URUpí-i-ta-aš-ša) war in der Bronzezeit ein Land in Zentralanatolien, ungefähr im westlichen Lykaonien der Antike oder am oberen Sakarya gelegen.
Der luwische Ortsname kann zu hethitisch pēda- n. „Ort, Platz, Stelle“ gestellt werden und weiter zu urindogerm. *pédon, das auch in altgriech pédon (πέδον n.) „Boden, Land, Ebene“ vertreten ist. Sprachlich identisch, aber nicht geographisch, ist der karische Ortsname Pedasa (Pedasos, Πήδασος), das in der Nähe von Halikarnassos lag.
Über die Geschichte des Landes ist nur wenig bekannt. Madduwatta verbündete sich mit den Kleinfürsten des Landes Pedašša gegen die Hethiter. Später wurde es vom Hethiterkönig Šuppiluliuma I. (ca. 1350 bis 1322 v. Chr.) unterworfen. König Mašḫuiluwa von Mira (ca. 1315–1305 v. Chr.) versuchte vergeblich, das Land auf seine Seite zu bringen. Später war es eine hethitische Grenzregion, die an das Ḫulaya-Flussland grenzte, welches zu Tarḫundašša gehörte. Im Ulmi-Teššub-Vertrag und in der Bronzetafel aus Boğazköy, die die Grenze zwischen Tarḫundašša und Ḫattuša regeln, war Arimmatta der Grenzort in Pedašša.
An Bräuchen des Landes ist nur bekannt, dass die Leute von Pedašša im Monat des Erntefestes nicht in den Krieg zogen.